# Relais 4 × 400 mètres masculin aux Jeux olympiques d'été de 1964
Navigation
Rome 1960 Mexico 1968
L'épreuve du relais 4 × 400 mètres masculin aux Jeux olympiques de 1964 s'est déroulée les 16 et 18 octobre 1964 au Stade olympique national de Tokyo, au Japon.  Elle est remportée par l'équipe des États-Unis composée de Ollan Cassell, Michael Larrabee, Ulis Williams et Henry Carr.